# Live Through This
Live Through This —en español: Vivir a través de esto— es el segundo álbum de estudio de la banda estadounidense de rock alternativo Hole lanzado el 12 de abril de 1994, apenas 4 días después de que el marido de Courtney Love y vocalista de Nirvana, Kurt Cobain fuera encontrado muerto en su casa. Fue el único álbum de Hole en incorporar a la bajista Kristen Pfaff antes de su muerte en junio de 1994 y el primero con Patty Schemel en la batería.
Musicalmente y líricamente, el álbum difiere mucho del debut de la banda, Pretty on the Inside (1991), transicionando desde el punk y noise rock a un sonido de rock más accesible, centrándose más en la melodía y la dinámica y utilizando menos de la distorsión y toques experimentales que dominaron en su registro anterior. Líricamente, el álbum en gran medida refleja la vida de Courtney en ese momento, su transición a la notoriedad pública, y su papel como esposa y madre, así como la articulación de una «consciente tercera ola del feminismo».
A menudo considerado el magnum opus de Hole, Live Through This reunió casi unánime aclamación de la crítica, cosechando excelentes críticas y Mejor Álbum del Año en los periódicos más importantes, como Rolling Stone, Spin, y The New York Times, así como la obtención de top-100 en siete países. El álbum fue un éxito financiero, vendiendo más de dos millones de copias en todo el mundo y logrando ser multiplatino en tan solo un año de su lanzamiento. También tuvo cuatro sencillos, incluyendo las canciones más notorias «Doll Parts» y «Violet». En los últimos años, Live Through This ha sido considerado como un clásico contemporáneo del rock alternativo, y fue incluido en la lista de Rolling Stone en sus «500 mejores álbumes de todos los tiempos».

## Historia
Live Through This fue lanzado el 12 de abril de 1994, solo días después de que se descubriera el cuerpo del esposo de Courtney Love, Kurt Cobain, en su casa de Seattle.
El disco debutó en el número 56 en los charts, sin lograr alcanzar el Top 40 en U.S. En diciembre de 1994, el disco fue certificado oro, con ventas que rondaban los 500 mil copias, y seis meses más tarde alcanzó el platino por vender 1 millón de copias. Hasta la fecha, el álbum ha alcanzado el doble platino.
El disco se caracteriza por ser estilísticamente más melódico y accesible que el primer trabajo de la banda, Pretty On The Inside, de 1991 de corte mucho más grunge.
De acuerdo al website de BMI, la mayoría de las canciones acreditadas a la banda entera, fueron solamente escritas por Courtney Love y Eric Erlandson. «Doll Parts» fue oficialmente escrita solo por Love, y «I Think That I Would Die» fue escrita por Erlandson, Love y Kat Bjelland. «Credit In The Straight World» por otra parte es un cover de Young Marble Giants. 
La bajista, Kristen Pfaff que había decidido tomarse un descanso al momento del suicidio de Cobain, es encontrada sin vida por su amigo, Eric Erlandson, en junio de 1994 en su departamento en Seattle, la causa de su muerte fue una sobredosis de heroína. Dos meses después, Hole empezó una extensa gira con Melissa Auf der Maur en el bajo.
Ha habido rumores incomprobados que Cobain estuvo involucrado en la realización de este álbum, desde algunos que dicen que hizo la música, o que hizo contribuciones a la escritura a otros que afirman que el cantante de Nirvana escribió el álbum entero. Lo que se sabe es que Cobain hace los coros de unos cuantos temas, se lo puede escuchar en el puente de la versión editada de «Asking For It», aunque su voz es muy baja en la mezcla, sin embargo surgió otra con mayores contribuciones vocales por su parte. También se lo puede escuchar cerca del final de «Softer, Softest».
Un año antes del lanzamiento del disco, un lado b de Beautiful Son, «Old Age» fue acreditado como una composición de Hole, pero éste ya había sido grabado un año antes por Nirvana, aunque letra era prácticamente diferente. El guitarrista de Hole, Eric Erlandson, aclaró luego que la canción se la habían regalado a Hole para que se la trabajara mejor. Un fragmento de ésta aparece justo antes de «Credit In The Straight World» en el álbum.
Una canción titulada «Rock Star», que parodiaba a la banda The Lemonheads, fue originalmente planeada como cierre del álbum, pero temiendo acciones legales, la banda y la disquera la reemplazaron con el track «Olympia». Sin embargo el arte del disco ya había sido impreso, y hasta hoy la canción aparece con el nombre de «Rock Star» en el listado.
Cuatro sencillos se lanzaron del álbum, y fueron filmados tres videos promocionales, para las canciones «Miss World» (todavía con Kristen Pfaff), «Doll Parts» (con la bajista de L7 reemplazándola) y «Violet» (ya con Melissa Auf der Maur en la formación).

## Lista de canciones
Todas las canciones escritas y compuestas por Courtney Love y Eric Erlandson, a menos que se indique.

| N.º | Título                         | Escritor(es)                  | Duración |  |
| 1.  | «Violet»                       |                               | 3:24     |  |
| 2.  | «Miss World»                   |                               | 3:00     |  |
| 3.  | «Plump»                        |                               | 2:34     |  |
| 4.  | «Asking for It»                |                               | 3:29     |  |
| 5.  | «Jennifer's Body»              |                               | 3:41     |  |
| 6.  | «Doll Parts»                   | Love                          | 3:31     |  |
| 7.  | «Credit in the Straight World» | Stuart Moxham                 | 3:11     |  |
| 8.  | «Softer, Softest»              |                               | 3:27     |  |
| 9.  | «She Walks on Me»              |                               | 3:23     |  |
| 10. | «I Think That I Would Die»     | Love, Erlandson, Kat Bjelland | 3:36     |  |
| 11. | «Gutless»                      |                               | 2:15     |  |
| 12. | «Rock Star»                    |                               | 2:42     |  |

## Posicionamiento en listas
| País           | Lista                     | Mejor posición |      |      |      |      |      |
| 1994           | 1994                      | 1994           | 1994 | 1994 | 1994 | 1994 | 1994 |
| -------------- | ------------------------- | -------------- | ---- | ---- | ---- | ---- | ---- |
| Reino Unido    | UK Albums Chart           | 13             |      |      |      |      |      |
| Australia      | ARIA Albums Chart         | 13             |      |      |      |      |      |
| Bélgica        | Belgian Albums Chart (Vl) | 13             |      |      |      |      |      |
| Bélgica        | Belgian Albums Chart (WA) | 8              |      |      |      |      |      |
| Países Bajos   | Dutch Top 100             | 29             |      |      |      |      |      |
| Alemania       | German Albums Chart       | 39             |      |      |      |      |      |
| Suecia         | Swedish Albums Chart      | 22             |      |      |      |      |      |
| 1995           |                           |                |      |      |      |      |      |
| Estados Unidos | Billboard 200             | 52             |      |      |      |      |      |

### Certificaciones
| País           | Organismo certificador | Certificación |
| -------------- | ---------------------- | ------------- |
| Australia      | ARIA                   | Platino       |
| Canadá         | CRIA                   | Platino       |
| Estados Unidos | RIAA                   | Platino       |

## Créditos y personal
Personal
- Hole:
  - Courtney Love : Voz y guitarra rítmica.
  - Eric Erlandson : Guitarra líder.
  - Kristen Pfaff : Bajo, piano y coros.
  - Patty Schemel : Batería y percusión.

Músicos invitados
- Dana Kletter : Coros
- Kurt Cobain : Coros (4, 6, 8)

Producción
- Productores, ingenieros de sonido: Paul Q. Kolderie, Paul O. Holderie
- Productor, ingeniero de sonido (3, 6, 7, 9, 10, 12): Sean Slade
- Mezcla (1, 2, 4, 5, 8): Scott Litt
- Mezcla (11): J Mascis
- Masterización: Bob Ludwig
- Director creativo: Robin Sloane
- Director artístico: Janet Wolsborn
- Fotografía: Margaret Morton, Juergen Teller
- Fotografía, retratos: Ellen Von Unwerth

Fuente: Allmusic